# Strengholt Holding
Strengholt Holding is een multimediaconcern gevestigd in de hofstede Oude Bussem, gelegen te Naarden. Het bedrijf werd in 1928 in Amsterdam opgericht door A.J.G. Strengholt (geboren op 7 februari 1901 te Groningen en overleden op 3 mei 1973) als boekenuitgeverij, maar bestaat tegenwoordig ook uit andere takken: muziekuitgeverij, platenlabels, multimedia-uitgeverij en een IT-marketingbureau.
Het bekendste deel van het concern is de in de jaren zestig opgerichte muziekuitgeverij annex platenlabel annex mediaproductiebedrijf. Dat deel van het bedrijf kwam in de jaren zeventig in het nieuws vanwege de betrokkenheid bij Radio Noordzee en de vermeende betrokkenheid bij de van 1 juni 1978 t/m 21 november 1985 door de TROS op Hilversum 3 uitgezonden TROS Top 50.
Een van de platenlabels die eigendom zijn van Strengholt is Dureco, opgericht in 1952 in Amsterdam en in de jaren zestig tot tachtig succesvol met merknamen als Pink, White en Blue Elephant alsmede 11 Provinciën met artiesten als Shocking Blue, Vader Abraham, Oscar Harris, Jacques Herb, Corry Konings, Kool & The Gang, Vanessa en Timi Yuro.